# Trögdjur
Trögdjur (Xenarthra) är en monofyletisk djurgrupp i klassen däggdjur vars taxonomiska nivå är omdiskuterad. Gruppen omfattar ordningarna håriga trögdjur och bältdjur vilka idag enbart förekommer på de två amerikanska kontinenterna. 

## Kännetecken
Trögdjur har anpassat sig till olika habitat och skiljer sig därför mycket i utseende. Längden hos de nu levande arterna varierar mellan 12,5 centimeter (mantelbältor) och 120 centimeter (jättemyrslok). Vikten skiftar därför mellan 85 gram och 40 kilogram. Den utdöda jättesengångare var däremot mycket större.
Vid handen är två eller tre fingrar tydlig längre än de andra fingrarna och ibland saknas de andra fingrarna helt. Fingrarna är utrustade med långa skarpa klor. Vid bakfoten förekommer vanligen fem tår. Antalet tänder varierar mycket inom djurgruppen. Till exempel saknar myrslokar alla tänder och jättebältan har cirka 100 tänder som är rudimentära. Hos de nu levande arter som har tänder förekommer inga fram- och hörntänder. Endast släktet tvåtåiga sengångare har främre kindtänder som liknar hörntänder. Kindtänderna saknar tandemalj och växer hela livet men spetsen slippas bort när individen äter.
Några medlemmar i överfamiljen är typiska exempel för konvergent evolution. Till exempel har flera trögdjur förlorat sina tänder och utbildat en längre tunga för att anpassa sig till födan av insekter och maskar. På så sätt liknar de myrpiggsvin och myrkottar som tillhör överfamiljerna kloakdjur respektive Laurasiatheria.

## Utbredning
Med undantag av arten niobandad bälta (Dasypus novemcinctus) som även förekommer i Nordamerika lever alla trögdjur i tropiska och subtropiska regioner av Central- och Sydamerika. Det finns tecken på att utdöda arter levde i Afrika och Europa. Under epoken eocen fanns trögdjur i Antarktis.

## Evolution och systematik

### Utvecklingshistoria
Trögdjurens uppkomst dateras idag med hjälp av molekylärgenetiska undersökningar till kritperioden för 90 till 100 miljoner år sedan. Fossil som liknade dagens kända arter finns från paleocen (för 55 miljoner år sedan) för bältdjur respektive från eocen (för 45 miljoner år sedan) för sengångare och från miocen (för 20 miljoner år sedan) för myrslokar.
Det äldsta kända fossilet för myrslokar, Eurotamandua joresi, hittades i Messels gruva i Tyskland men trögdjurens födelseplats antas ligga vid brytlinjen mellan Sydamerika och Antarktis eller i Afrika. I samma gruva hittades fossil till ett annat släkte, Eomanis, som räknas till familjen myrkottar. Vissa forskare hävdar att alla fossil från gruvan tillhör samma art men upptäckaren av Eomanis, den tyske paleontologen Gerhard Storch, påpekar att det finns tydliga skillnader i skelettens konstruktion.
I Antarktis hade överordningen en större artrikedom och här hittades fossil av över 200 utdöda arter, däribland jättesengångare och Glyptodontidae. Några zoologer antar att den utdöda systematiska gruppen Meridiungulata, en sorts sydamerikanska växtätande hovdjur, är nära släkt med trögdjuren.

### Yttre systematik
Trögdjur räknas idag bredvid Afrotheria, Euarchontoglires och Laurasiatheria som en av de fyra stora grupperna i infraklassen högre däggdjur (Eutheria).
Med stor sannolikhet bildar Euarchontoglires och Laurasiatheria ett gemensamt taxon med namnet Boreoeutheria, men relationen till de andra grupperna är omstridd. Vissa forskare hävdar att trögdjur utgör systergruppen till ett gemensamt taxon av Afrotheria och Boreoeutheria. Andra zoologer tror att trögdjur och Afrotheria bildar ett taxon (Atlantogenata) som är systergruppen till Boreoeutheria.

### Inre systematik

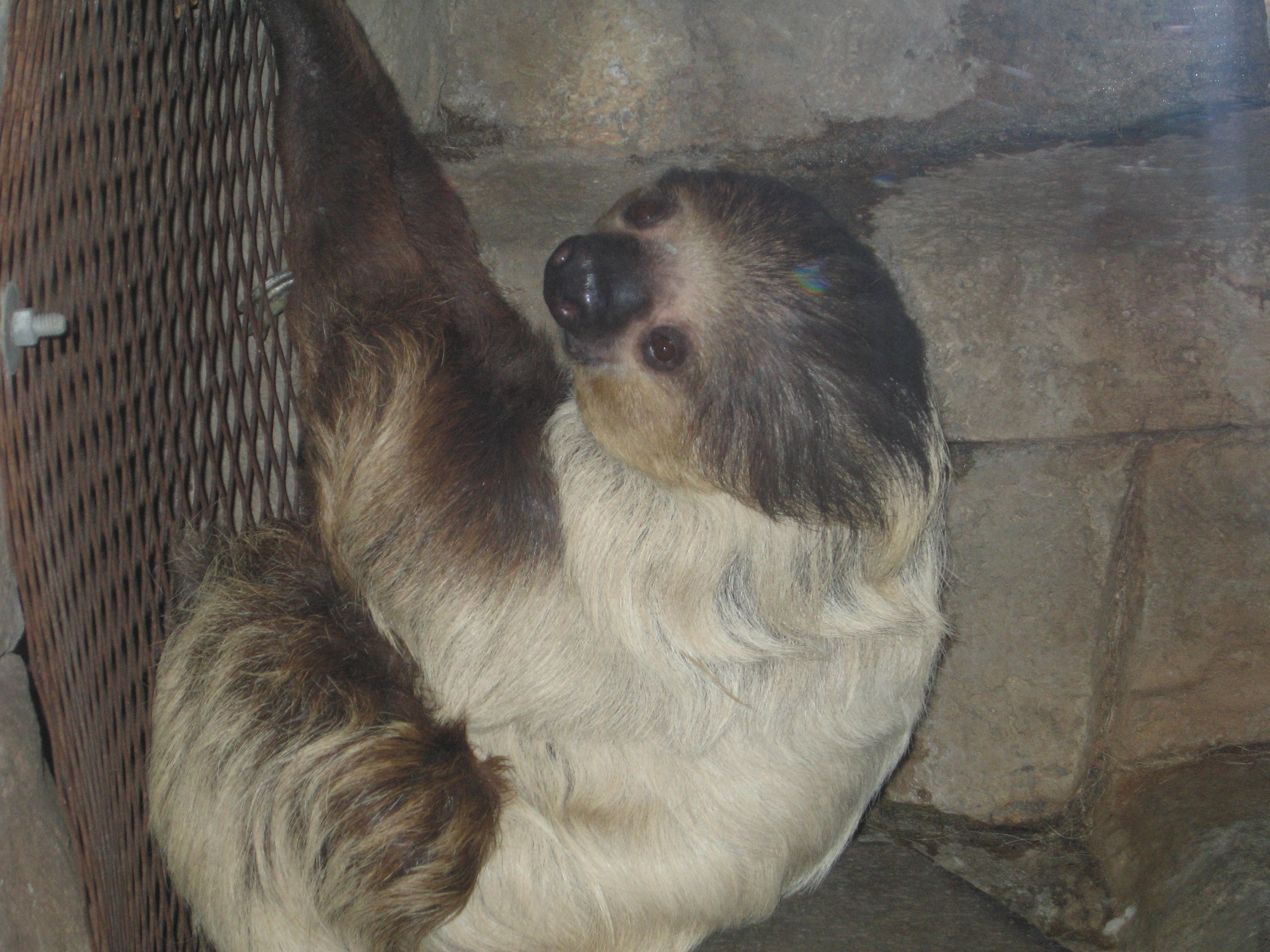
Hoffmanns tvåtåiga sengångare (Choloepus hoffmanni)

Tidigare betraktades trögdjuren som en ordning men idag har den delats upp på de båda ordningarna Cingulata och Pilosa. Idag placeras vissa auktoriteter taxonet Xenarthra på nivån av magnordning men dess placering är omdiskuterad. Dock är det fastställt att taxonet Xenarthra utgör en monofyletisk grupp vilket har bekräftats med olika morfologiska och molekylärgenetiska studier. Jämfört med det stora antalet kända utdöda arter är dagens 29 arter ganska få. På så sätt utgör de bara 1,2 % av alla levande högre däggdjur. Trögdjur delas i två ordningar.
- Ordning Cingulata - pansrade trögdjur
  - Familj Pampatheriidae (utdöd)
  - Familj Glyptodontidae (utdöd)
    - Doedicurus (utdöd)
    - Glyptodon (utdöd)
    - Glyptotherium texanum (utdöd)

  - Familj Dasypodidae - bältor
    - Chlamyphorus truncatus
    - Chlamyphorus retusus
    - Cabassous centralis
    - Cabassous chacoensis
    - Cabassous unicinctus
    - Cabassous tatouay
    - Chaetophractus vellerosus
    - Chaetophractus villosus
    - Chaetophractus nationi
    - Dasypus novemcinctus
    - Dasypus septemcinctus
    - Dasypus hybridus
    - Dasypus sabanicola
    - Dasypus kappleri
    - Dasypus pilosus
    - Euphractus sexcinctus
    - Priodontes maximus
    - Tolypeutes matacus
    - Tolypeutes tricinctus
    - Zaedyus pichiy
- Ordning Pilosa - håriga trögdjur
  - Underordning Folivora - sengångare
    - Familj Bradypodidae - tretåiga sengångare
      - Bradypus variegatus
      - Bradypus tridactylus
      - Bradypus torquatus

    - Familj Megalonychidae - tvåtåiga sengångare
      - Choloepus hoffmanni
      - Choloepus didactylus
      - Megalonyx jeffersonii (utdöd)

    - Familj Megatheriidae (utdöd) - jättesengångare (det svenska namnet används även för andra stora medlemmar av Folivora)
      - Eremotherium laurillardi

    - Familj Mylodontidae (utdöd)

  - Underordning Vermilingua
    - Familj Cyclopedidae - dvärgmyrslokar
      - Cyclopes didactylus

    - Familj Myrmecophagidae - myrslokar
      - Myrmecophaga tridactyla
      - Tamandua mexicana
      - Tamandua tetradactyla

Ett kladogram som visar släktskapet mellan dagens systematiska grupper visas här:
```
──┐ trögdjur (Xenarthra)
  ├─── 
bältdjur
 (Dasypodidae)
  └──┐ 
håriga trögdjur
 (Pilosa)
     ├─── 
sengångare
 (Folivora)
     └─── 
myrslokar
 (Vermilingua)
```

|               | Xenarthra                                                           |
|               |                                                                     |
| Boreoeutheria | \| \| Laurasiatheria \| \| \| \| \| \| Euarchontoglires \| \| \| \| |
|               | \| \| Laurasiatheria \| \| \| \| \| \| Euarchontoglires \| \| \| \| |
|               | Laurasiatheria                                                      |
|               |                                                                     |
|               | Euarchontoglires                                                    |
|               |                                                                     |

|  | Laurasiatheria   |
|  |                  |
|  | Euarchontoglires |
|  |                  |

|               | Xenarthra                                                           |
|               |                                                                     |
| Boreoeutheria | \| \| Laurasiatheria \| \| \| \| \| \| Euarchontoglires \| \| \| \| |
|               | \| \| Laurasiatheria \| \| \| \| \| \| Euarchontoglires \| \| \| \| |
|               | Laurasiatheria                                                      |
|               |                                                                     |
|               | Euarchontoglires                                                    |
|               |                                                                     |

|  | Laurasiatheria   |
|  |                  |
|  | Euarchontoglires |
|  |                  |